# Scott Hend
Scott Robert Hend (nascido em 1973) é um golfista profissional australiano.
Tornou-se profissional em 1997 e jogou no PGA Tour of Australasia.
Scott irá representar a Austrália no jogo por tacadas individual masculino do golfe nos Jogos Olímpicos de Verão de 2016, no Rio de Janeiro, Brasil.
Atualmente reside na Flórida, nos Estados Unidos.